# Kultur Shock
«Kultur Shock» — американская группа из Сиэтла, исполняющая смесь рока, метала и панка с традиционной балканской музыкой. Возникла в 1996 году в качестве акустического коллектива. Участники группы представляют разные страны: Боснию, Болгарию, Японию, Индонезию и США. Музыканты определяют себя как «группу мигрантов из синих воротничков».

## Участники
- Срджан Гино Евджевич (Сараево, Босния и Герцеговина) — вокал, труба, дарбука
- Парис Гарли (Аризона, США) — скрипка, вокал
- Гай Дэйвис (Джакарта, Индонезия) — бас-гитара
- Вал Кьоссовский (София, Болгария) — гитара, вокал
- Крис Стромквист (Нью-Йорк, США) — ударные
- Мэтти Нобль (Сиэтл, США) — скрипка
- Эми Денио (Детройт, США) — кларнет, саксофон, вокал

## Дискография
- Live in America (1999), Pacific Records
- Fucc The I. N. S. (2001), Koolarrow Records
- Kultura Diktatura (2004), Koolarrow Records
- We Came To Take Your Jobs Away (2006), Koolarrow Records
- Live in Europe (2007), Kultur Shock Records
- Integration (2009), Kultur Shock Records
- Ministry of Kultur (2011), Kultur Shock Records
- Tales of Grandpa Guru, Vol. 1 (2012), мини-альбом, Kultur Shock Records
- IX (2014), Kultur Shock Records
- Live at Home (2015), Kultur Shock Records
- Tales of the Two Gurus, Vol. 2 (2016), сингл, совместно с Edo Maajka, Kultur Shock Records
- D.R.E.A.M. (2019), Kultur Shock Records